# 현대 이온
현대 이온(Hyundai Eon)은 현대자동차의 경차이다.

## 1세대(HA)

### 이온(2011년10월~2019년5월)

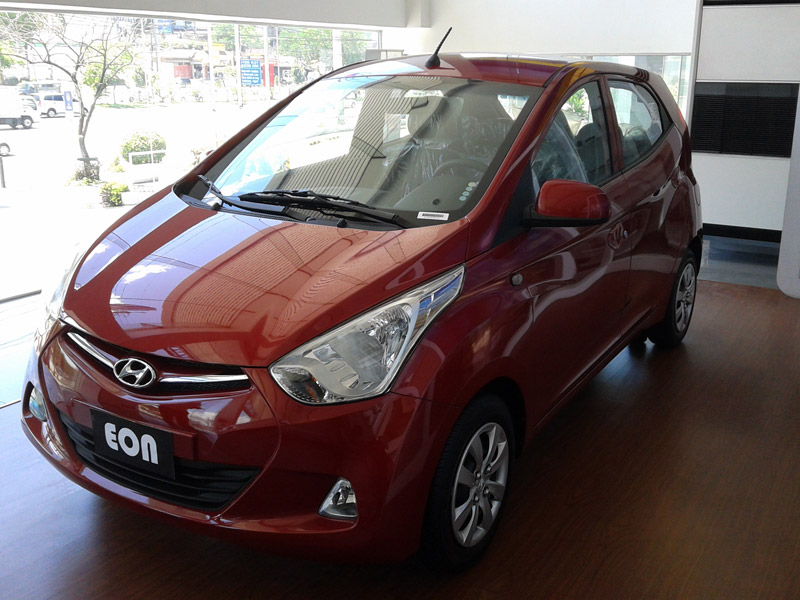
현대 이온 정측면

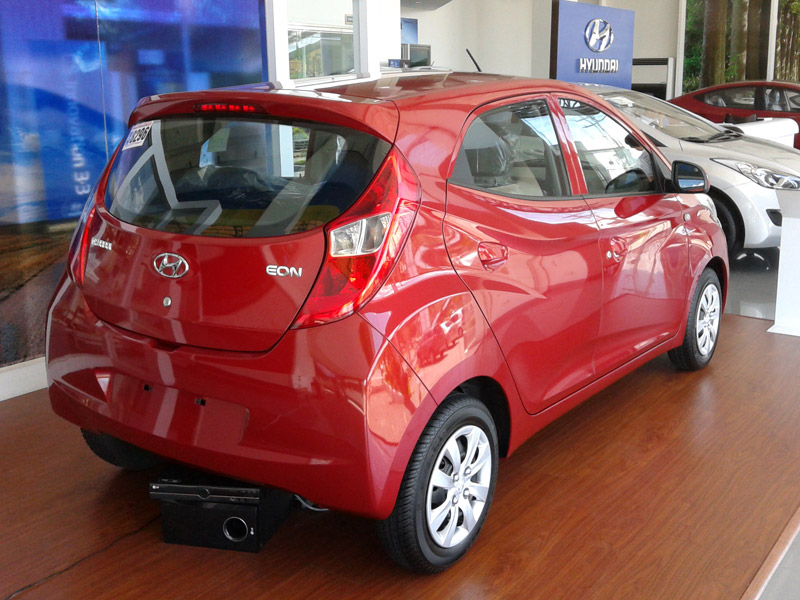
현대 이온 후측면

2011년 10월 13일에 인도에 출시했다. 인도 전략형 경차로 개발되었으며, 칠레 등 일부 국가에도 판매되었다. i10보다 더 작고, 저렴해 현대자동차의 라인업 중 가장 하급에 속한다. 오토바이를 타다 처음으로 승용차를 사는 신규 소비자들을 타겟으로 잡았다. 생산 부품의 95%를 현지에서 조달해 i10보다 현지 조달 비중을 10%가량 높이고, 에어컨과 오디오 등 편의 사양도 기능이 간소화된 저가형을 적용해 생산비를 낮췄다. 안전도가 낮아서 충돌테스트(안전테스트)에서 별을 단 한 개도 받지 못했다. 연비는 21.1km/l(인도 현지 기준)까지 높여 경제성에 기여했다. 2018년 10월 23일에 후속 차종인 상트로가 다시 선보이면서도 병행 판매되다가 안전 규제 미충족, 모델 노후화, 배기가스 규제 등으로 2019년 5월 3일에 단종되었다.
| 구분                 | 0.8L 입실론 가솔린    | 1.0L 카파 가솔린      |
| -------------------- | --------------------- | --------------------- |
| 전장 (mm)            | 3,495                 | 3,515                 |
| 전폭 (mm)            | 1,550                 | 1,550                 |
| 전고 (mm)            | 1,500                 | 1,510                 |
| 축거 (mm)            | 2,380                 | 2,380                 |
| 윤거 (전, mm)        | 1,386                 | 1,376                 |
| 윤거 (후, mm)        | 1,368                 | 1,458                 |
| 승차 정원            | 5명                   | 5명                   |
| 변속기               | 수동 5단              | 수동 5단              |
| 서스펜션 (전/후)     | 맥퍼슨 스트럿/토션 빔 | 맥퍼슨 스트럿/토션 빔 |
| 브레이크 (전/후)     | 디스크/드럼           | 디스크/드럼           |
| 구동 형식            | 전륜 구동             | 전륜 구동             |
| 연료                 | 가솔린                | 가솔린                |
| 배기량 (cc)          | 814                   | 998                   |
| 최고 출력 (ps/rpm)   | 56/5,500              | 69/6,200              |
| 최대 토크 (kg*m/rpm) | 7.6/4,000             | 9.6/3,500             |

## 경쟁 차종
- 쉐보레 - 비트
- 스즈키 - 알토
- 타타 - 나노